# Koniarze
Koniarze (łac. agazones, conare) – kategoria ludności służebnej wyznaczonej do posług w stajniach książęcych. Jej istnienie poświadczone jest źródłowo w XII–XIII wieku. Śladem ich obecności są w toponomastyce nazwy miejscowe Konary.